# Chad Duell
Chad Duell, all'anagrafe Chad Louis Duell (Chicago, 14 settembre 1987), è un attore e modello statunitense.
È noto per il ruolo di Michael Corinthos in General Hospital.

## Biografia
Chad Duell è nato il 14 settembre 1987 a Chicago, nello stato dell'Illinois (Stati Uniti d'America), fin da piccolo ha mostrato un'inclinazione per la recitazione.

## Carriera
Chad Duell ha frequentato la Mountainside Middle School e la Desert Mountain High School a Scottsdale, in Arizona, dove ha giocato a calcio e ha partecipato a un programma teatrale. Ha abbandonato gli studi prima per intraprendere la carriera di attore.
Dopo aver abbandonato gli studi si è trasferito a Los Angeles, dove ha ottenuto un ruolo secondario nella sitcom di successo della Disney Zack e Cody sul ponte di comando (The Suite Life on Deck). Ha anche ricoperto un ruolo minore in un'altra serie Disney I maghi di Waverly (Wizards of Waverly Place). Nel marzo 2010, è stato scelto per sostituire l'attore Drew Garrett nella soap opera General Hospital, con il ruolo di Michael Corinthos. Nel corso della sua interpretazione in quest'ultima interpretazione, è stato nominato per il Daytime Emmy Award come Miglior giovane attore in una serie drammatica nel 2011, nel 2012 e nel 2014, che è stata seguita nel 2015 dalla sua nomination e vittoria come Miglior attore non protagonista in una serie drammatica. Nel novembre 2024 annuncia che lascia il ruolo di Michael Corinthos, facendo la sua ultima apparizione nel ruolo nel 2025.
Nel 2012 ha recitato nella serie Youth Pastor Kevin. Nel 2017 ha preso parte al cast della terza stagione della serie di Prime Video The Bay, nel ruolo di Adam Kenway. L'anno successivo, nel 2018, ha ricoperto il ruolo di Jack nel film Amore e ossessione (A Friend's Obsession) diretto da Craig Goldstein. Nello stesso anno ha interpretato il ruolo di nella serie The Agency. Nel 2020 ha ricoperto il ruolo di Trevor nella serie Arrow.

## Vita privata
Chad Duell nell'agosto 2011 si è fidanzato con Taylor Novack a Disney World. Il 15 settembre 2012 la coppia si è sposata con una cerimonia privata, ma due mesi dopo hanno divorziato, dopo che Chad ha affermato che era stato troppo presto. Dal 2013 al 2015 ha frequentato l'attrice Kristen Alderson.
Successivamente ha iniziato a frequentare l'attrice Courtney Hope, con la quale si è fidanzato il giorno di San Valentino del 2021 dopo cinque anni di appuntamenti. La coppia si è sposata il 23 ottobre 2021 e si è separata meno di due mesi dopo. Nel gennaio 2022, ha rivelato che né lui né Courtney avevano firmato nulla e hanno dichiarato di essere ancora sposati.

## Filmografia

### Cinema
- Amore e ossessione (A Friend's Obsession), regia di Craig Goldstein (2018)

### Televisione
- I maghi di Waverly (Wizards of Waverly Place) – serie TV (2008)
- Zack e Cody sul ponte di comando (The Suite Life on Deck) – serie TV (2008)
- General Hospital – soap opera (2010-2025)
- Youth Pastor Kevin – serie TV (2012)
- The Bay – serie TV (2017)
- The Agency – serie TV (2018)
- Arrow – serie TV (2020)

## Riconoscimenti
- Daytime Emmy Awards
  - 2011: Candidato come Miglior giovane attore in una serie drammatica per la soap opera General Hospital[20]
  - 2012: Candidato come Miglior giovane attore in una serie drammatica per la soap opera General Hospital[21]
  - 2014: Candidato come Miglior giovane attore in una serie drammatica per la soap opera General Hospital[22]
  - 2015: Vincitore come Miglior attore non protagonista in una serie drammatica per la soap opera General Hospital[23]
  - 2017: Candidato come Miglior attore non protagonista in una serie drammatica per la soap opera General Hospital[24]
  - 2018: Candidato come Miglior interprete ospite in una serie drammatica digitale diurna per The Bay[25]
- Gold Derby Awards
  - 2011: Candidato come Attore più giovane per la serie The Bay
- Soap Hub Award
  - 2020: Candidato come Attore preferito per la soap opera General Hospital
  - 2021: Candidato come Attore preferito per la soap opera General Hospital